# Нада Мурганич
Нада Мурганич (хорв. Nada Murganić; нар. 14 січня 1958, Карловац, Хорватія) — хорватський політик, соціальний працівник, депутат Сабору, міністр із питань демографії, сім'ї, молоді та соціальної політики в уряді Андрея Пленковича.

## Життєпис
У 1976 році закінчила середню школу в Карловаці. 1981 року закінчила юридичний факультет Загребського університету за спеціальністю «соціальна робота». Працювала в хорватському Червоному Хресті та соціальним працівником. Пізніше стала директором будинку для літніх людей та інвалідів у Карловаці..
У 1995 році вступила в ХДС. Була головою регіональної жіночої організації цієї партії та заступницею голови міського осередку ХДС. Обиралася депутатом ради свого рідного міста, а в 2010 році стала головою міської ради. У 2014—2016 роках була депутатом хорватського парламенту VII і VIII скликань.
Одружена, має одну дочку.
Володіє англійською мовою. Цікавиться різними семінарами в галузі професійної соціальної роботи, соціально-психологічної допомоги та навичок спілкування. Захоплюється прикладною психологією, соціологією, психоаналізом. У спорті цікавиться оздоровчими вправами.